# Setsuko Matsudaira
Setsuko Matsudaira, född 1909, död 1995, var en japansk prinsessa. Hon var svärdotter till kejsar Hirohito och kejsarinnan Nagako av Japan. 
Hon tillhörde en aristokratisk hovfamilj, som dock tekniskt sett inte var adlig. Hon studerade vid Sidwell Friends School i Washington 1925-1928, när hennes far var Japans ambassadör i USA. 
Vid återkomsten till Japan 1928 arrangerades hennes äktenskap. Eftersom hon tekniskt sett inte hade adlig status, även om hennes familj i praktiken räknades till adeln, adopterades hon av en släkting med adelstitel före bröllopet. Äktenskapet blev barnlöst men lyckligt. Paret närvarade vid den brittiska kröningen 1939 och gjorde sedan en rundresa av statsbesök i Nederländerna, Sverige och Tyskland (hennes make besökte dock Tyskland ensam medan hon stannade i Schweiz). 
1939 blev hon ordförande i den japanska stiftelsen mot tuberkulos. Hon beskrivs som anglofil. Hon var engagerad i det brittisk-japanska sällskapet och det svensk-japanska sällskapet, och gjorde flera inofficiella besök i Sverige och Storbritannien.  